# Cerebruno
Cerebruno (Poitiers,? - Toledo, 12 de mayo de 1180) fue un eclesiástico pictaviense afincado en Castilla, obispo de Sigüenza y arzobispo de Toledo.

## Biografía
Mencionado como oriundo de Poitou, era arcediano de la catedral de Toledo desde al menos 1143. En 1156 fue nombrado obispo de Sigüenza; durante su episcopado en esta diócesis impulsó la construcción de la catedral de Sigüenza y comenzó la erección de las iglesias de Santiago y San Vicente de la misma ciudad. Por esta época fue designado preceptor del futuro rey Alonso VIII, que durante su infancia en Ávila bajo la tutela de los Castro era el centro de las disputas mantenidas por estos con los Lara, que pugnaban por hacerse con el infante y con la regencia del reino.
En 1166 fue promovido a la archidiócesis de Toledo. En sus funciones como arzobispo tomó parte en las gestiones ante la Santa Sede para la institución de la Orden de Santiago y en la misión diplomática que viajó a Burdeos para traer a la prometida del rey Alfonso VIII de Castilla, Leonor Plantagenet. También consiguió del papa Alejandro III la confirmación de la primacía de Toledo sobre las demás diócesis ibéricas.
Según algunos autores, recibió el nombre de Cerebruno por lo voluminoso de su cabeza, aunque otros conjeturan que Bruno pudiera ser su nombre y Celer (el listo) su apodo.